# Никитин, Иван Владимирович
Иван Владимирович Никитин (род. 12 июня 1988 года) — российский тхэквондист.

## Биография
Воспитанник санкт-петербургской школы тхэквондо.
В 2006 году завоевал серебро чемпионата мира среди военнослужащих. В 2008 году стал вторым на чемпионате мира среди студентов. В 2009 году занял второе место на Всемирной Универсиаде. Бронзовый призёр чемпионата Европы 2010 года. Участник чемпионатов мира 2011 и 2013 годов.
Вице-чемпион России 2012 года.